# Lính dù

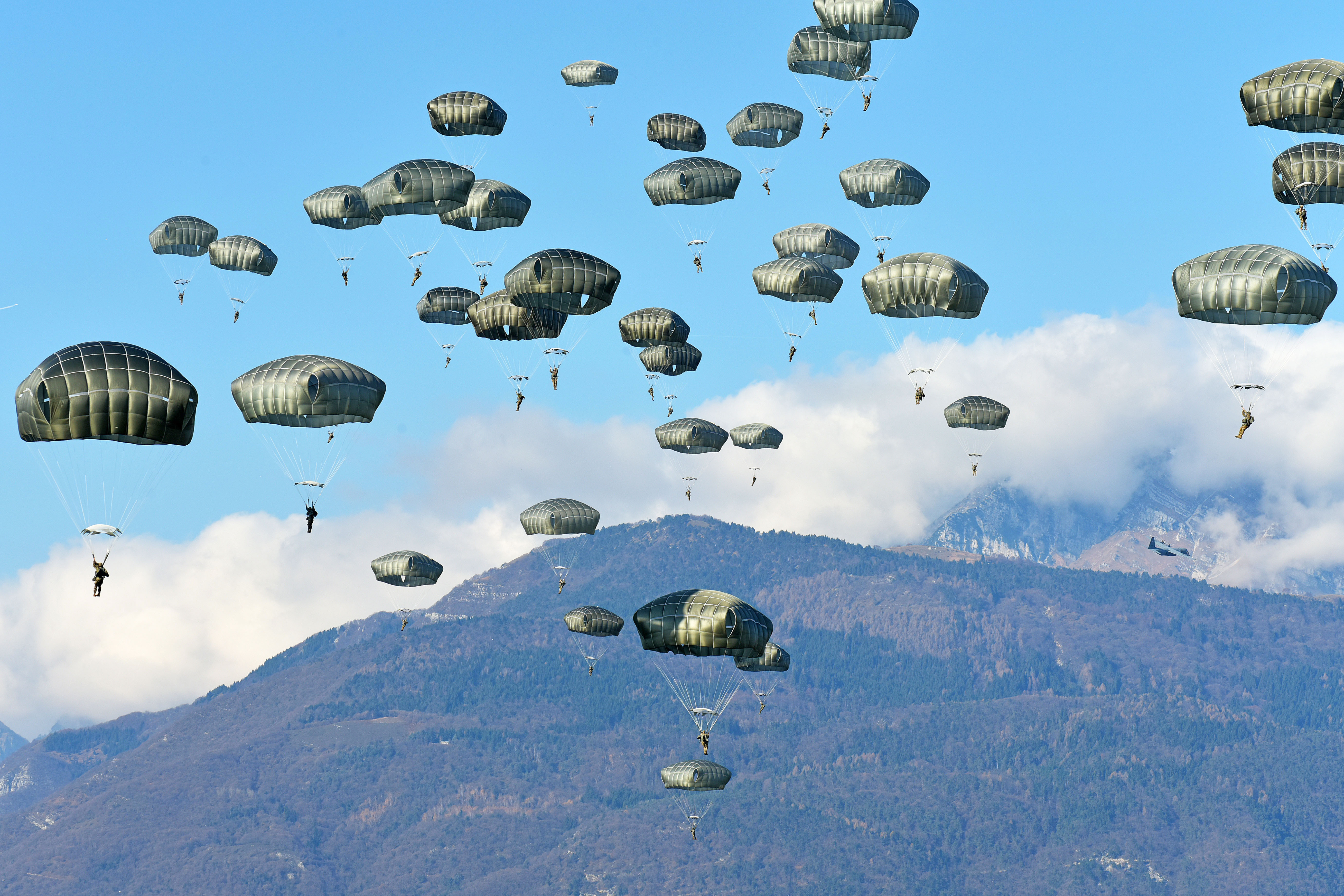
Lính dù của quân đội Anh, Ý và Mỹ trong cuộc tập trận ở Pordenone, Ý năm 2019

Lính dù là một lực lượng tác chiến đặc biệt dùng dù nhảy vào các chiến tuyến, thuộc lực lượng lục quân hoặc không quân. Lính dù có khả năng tác chiến đặc biệt vì họ có thể triển khai nhanh, hoặc tiến vào và tác chiến ở những khu vực không thể vào bằng đường bộ hay đường biển. Lính dù được sử dụng trong rất nhiều chiến trường của Chiến tranh thế giới thứ hai. 

## Tổng quan
Lính dù nhảy ra khỏi máy bay và sử dụng dù để hạ cánh an toàn xuống mặt đất. Đây là một trong ba loại kĩ thuật chiến lược "bắt buộc nhập cuộc" để bước vào mặt trận; hai là đường bộ và đường thủy. Lợi thế chiến thuật của lính dù khi tiến vào chiến trường từ trên không là họ có thể tấn công các khu vực không thể tiếp cận trực tiếp bằng các phương tiện vận tải khác. Khả năng trực thăng vận vào trận địa từ bất cứ vị trí nào cho phép lính dù né tránh các công sự xây dựng nhằm bảo vệ khỏi sự tấn công từ một hướng cụ thể. Việc sử dụng lính dù cũng buộc quân phòng thủ phải tản ra để bảo vệ các khu vực khác. 

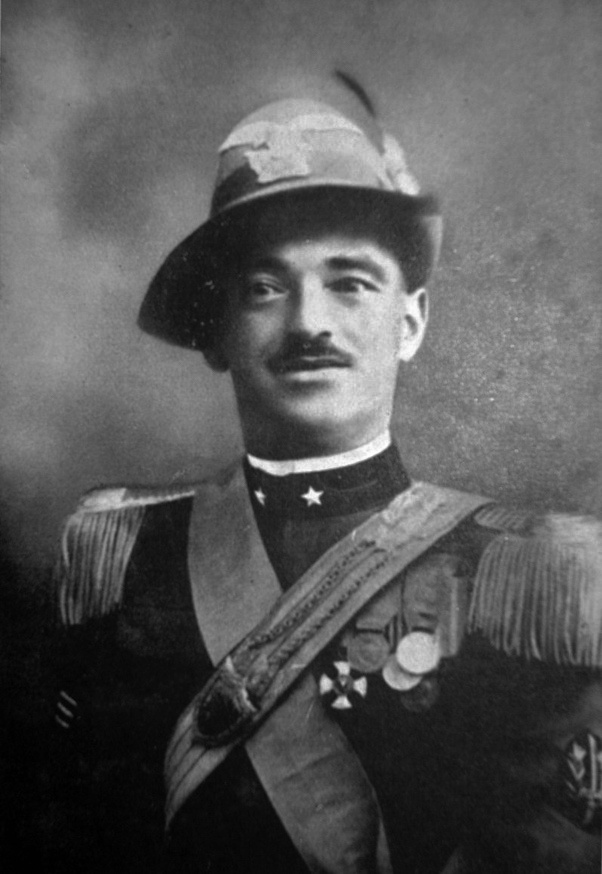
Alessandro Tandura

Học thuyết này lần đầu tiên được áp dụng vào chiến tranh bởi người Ý và Liên Xô. Hoạt động nhảy dù quân sự đầu tiên từ độ cao 1.600 feet được ghi lại vào đêm ngày 8 tháng 8 năm 1918 bởi quân xung kích Ý. Trung úy Arditi Alessandro Tandura đã nhảy từ một chiếc máy bay Savoia-Pomilio SP.4 của Gruppo speciale Aviazione I do Thiếu tá người Canada William George Barker và Đại úy người Anh William Wedgwood Benn (cả hai đều là phi công của Không quân Hoàng gia Anh) lái, Tandura nhảy xuống đằng sau các phòng tuyến của Áo-Hung gần Vittorio Veneto trong một nhiệm vụ do thám và phá hoại, theo sau là Ferruccio Nicoloso và Pier Arrigo Barnaba.
Việc sử dụng rộng rãi lính dù đầu tiên là của người Đức trong Chiến tranh thế giới thứ hai (Fallschirmjäger). Sau đó, lính dù được sử dụng rộng rãi bởi lực lượng Đồng Minh. Máy bay chở hàng trong thời kì đó (ví dụ như chiếc Ju 52 của Đức và chiếc C-47 của Mĩ) là loại nhỏ, nếu có thì hiếm khi các lính dù nhảy theo nhóm lớn hơn 20 người từ một máy bay.

## Chiến tranh thế giới thứ hai

### Lính dù Đức
Fallschirmjägerⓘ là tên gọi lính dù Đức Quốc Xã trong Chiến tranh thế giới thứ hai. (tiếng Đức: Fallschirm: dù; Jäger: thợ săn - từ chỉ khinh binh).

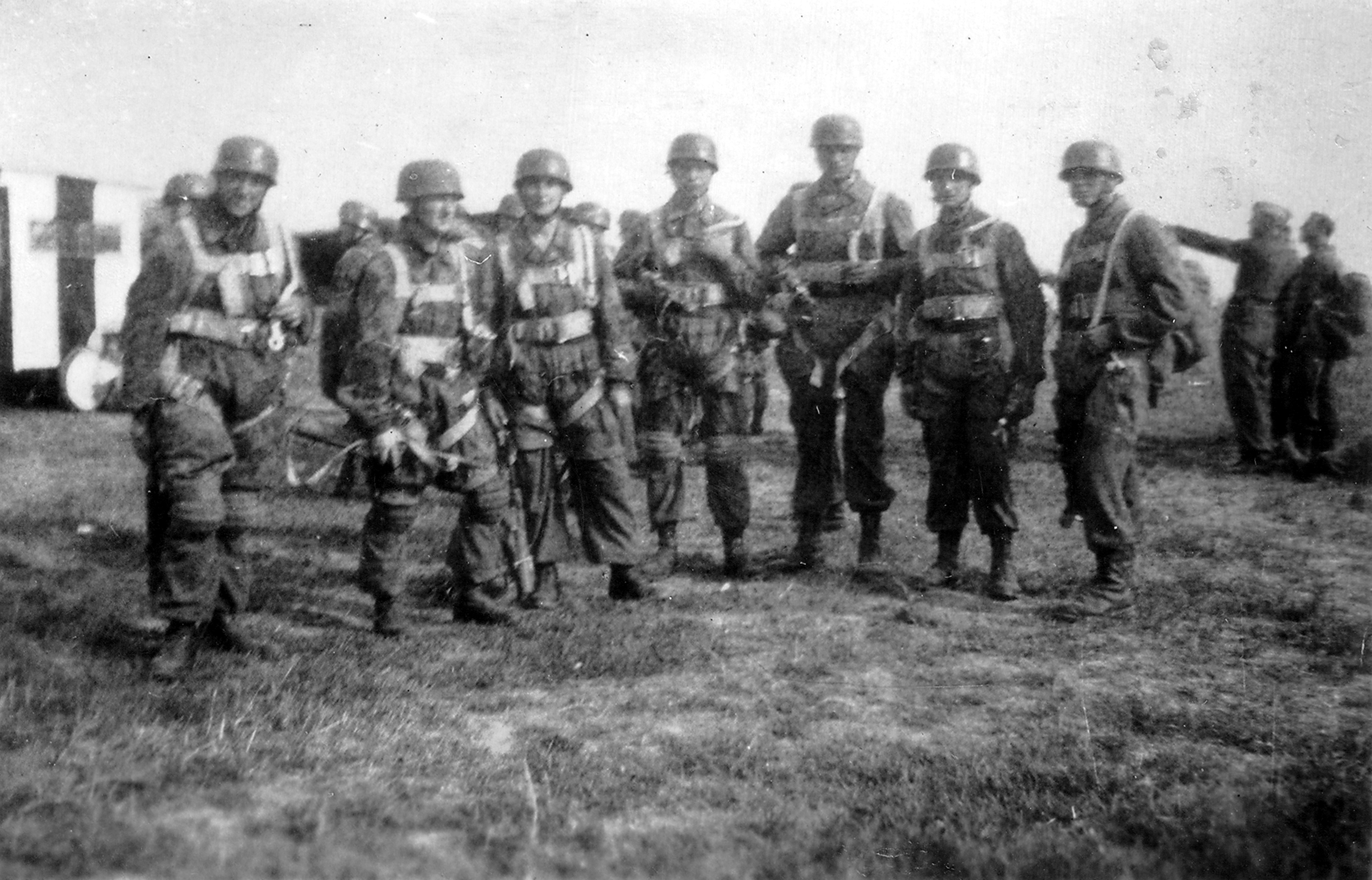
Fallschirmjäger trong trận chiến vùng Normandy.

Khác với quân đội Hoa Kỳ và Anh Quốc, lính dù Đức không thuộc quyền chỉ huy bộ binh mà là một phần của không quân Đức (Luftwaffe). Khởi đầu cuộc chiến, Đức chỉ có vài tiểu đoàn lính dù, nhưng sau đó phát huy lên thành sư đoàn - gọi là Sư đoàn dù 7. Sư đoàn này dần dần cải tiến để phục vụ nhiều chiến thuật khác nhau của Đức. Thuộc dạng linh động, lính dù được sử dụng như "lính chữa lửa" trên nhiều mặt trận - huy động và tác chiến độc lập (ngoài chỉ huy của các binh chủng khác cùng đang chiến đấu) trong mọi hoàn cảnh, mọi thời điểm.
Nửa sau của 1944, vì thay đổi tình hình chiến trường, lính dù Đức không nhảy dù nữa mà xung phong vào bộ binh. Tuy thế họ vẫn giữ uy danh của lính dù. Gần cuối cuộc chiến, quân đội Đức thành lập nhiều đơn vị binh chủng dù nhưng với khả năng tác chiến thua kém các thế hệ trước. Sư đoàn dù 9 là đơn vị sau cùng, và bị đập tan trong trận đánh nội thành Berlin tháng 4 năm 1945.
Hơn 54.449 lính dù tử trận và 8.000 mất tung tích.

#### Hành quân

Fallschirmjäger nhảy xuống vùng The Hague, Bezuidenhout trong cuộc tiến chiếm sáng ngày 10 tháng 5 năm 1940

Fallschirmjäger tham chiến nhiều nơi, điển hình là cuộc tiến chiếm pháo đài Eben-Emael, nhảy dù xuống Na Uy trong chiến dịch Weserübung năm 1940, và chống quân Đồng Minh trong vùng Normandy năm 1944. Nhưng lính dù Đức nổi bật nhất trong cuộc tấn công đảo Kríti năm 1941, khi toàn thể sư đoàn dù số 7 tham chiến cùng Sư đoàn đổ bộ 22. Cuộc chiến tại đây đã kết thúc với chiến thắng của các lực lượng không vận Đức, buộc quân đội Khối Thịnh vượng chung Anh phải rút lui khỏi hòn đảo. Tuy nhiên, lãnh tụ Đức Quốc xã (Führer) Adolf Hitler không hài lòng vì số tử trận của lính dù Đức khá cao. Bên đồng minh cũng nhận thấy khuyết điểm của lính dù là tử số khá cao trong những đợt thả dù xuống địa phận bên địch.
Trong hai năm tới, quân dù Đức chiến đấu tại Liên Xô, nơi họ được giao án ngữ những vị trí trọng yếu ở miền Bắc Trung Bộ Nga và chịu nhiều tổn thất. Các lực lượng nhảy dù khác của Đức cũng tham chiến trên mặt trận Bắc Phi. Vào năm 1943, Sư đoàn Dù số 7 được đổi tên thành Sư đoàn Dù số 1 và 9 sư đoàn nhảy dù khác được thành lập với vai trò là lực lượng đánh bộ. Giữa tháng 12 năm 1943, trong Chiến dịch Ý, Sư đoàn Dù số 1 đã chống trả dữ dội cuộc tấn công của quân Canada thuộc Tập đoàn quân số 8 (Anh) vào thị trấn Ortona, gây cho địch thiệt hại nặng nề mặc dù Ortona cuối cùng cũng thất thủ ngày 28 tháng 12 năm 1944. Ngoài ra, lính dù Đức còn được biết đến vì đã can đảm chống lại quân Đồng minh suốt mấy tháng trong trận Monte Cassino. Trong những đống gạch vụn sau khi nhà cửa bị đồng minh dội bom, quân Đức sử dụng chiến thuật du kích, cố thủ trong thành phố khu Monte Cassino. Các lực lượng không vận Đức liên tục bẻ gãy các cuộc tấn công của quân đội Đồng minh, gây cho đối phương những thiệt hại hết sức to lớn. Nhưng cuối cùng, ưu thế về quân số và súng đạn đã tạo điều kiện cho quân Đồng minh đánh bọc sườn quân đội Đức tại Monte Cassino. Dưới làn đạn pháo của quân Ba Lan tự do, phần lớn lính dù Đức đã triệt thoái trong trật tự..
Trong các chiến trường Tunisia và Ý, quân dù Đức được quân Đồng Minh đặt biệt danh là "Quỷ Xanh", dựa trên màu của chiếc áo khoác lính dù ngụy trang dài 3/4 cơ thể của họ. Sau các cuộc đổ bộ của quân Đồng minh lên eo biển Normandie, lính dù Đức đã đánh một số trận lớn ở Pháp, mà cụ thể là cuộc tử thủ Brest. Tập đoàn quân số 3 của Mỹ cuối cùng cũng chiếm được Brest, nhưng với cái giá rất đắt.
Đức Quốc Xã ngoài ra còn huấn luyện lính dù loại biệt kích cảm tử cho cho hai đội quân Waffen-SS và Brandenburg.

#### Trang bị
Lính trong binh chủng Fallschirmjäger sử dụng loại súng máy FG42 và phóng lựu không giật được quân đội Đức chế tạo riêng cho họ.
Mũ sắt của lính dù cũng được cải tiến cho hợp với khung cách tác chiến nhảy dù (vành che mắt và ót ngắn hơn loại thông thường, mũ sâu hơn, lót da bên trong và khuy cài dưới cằm để dễ xoay xở và có khả năng quan sát chung quanh cao hơn).
Dù của Đức được thiết kế kém xa dù của đồng minh. Loại dù này có một dây từ lưng người lính, khi rơi xuống người lính có tư thế nằm sấp, phải dùng cùi chỏ và đầu gối để chạm đất - vì thể hay gây thương tích và người dùng không thể mang dụng cụ hay vũ khí trên bụng.
Dù đồng minh có hai dây trên vai, khi rơi tư thế đứng thẳng, khi chạm đất có thể dùng hai bàn chân để chạy tới được và có thể sử dụng súng và dụng cụ khi đang rơi và khi vừa chạm đất.

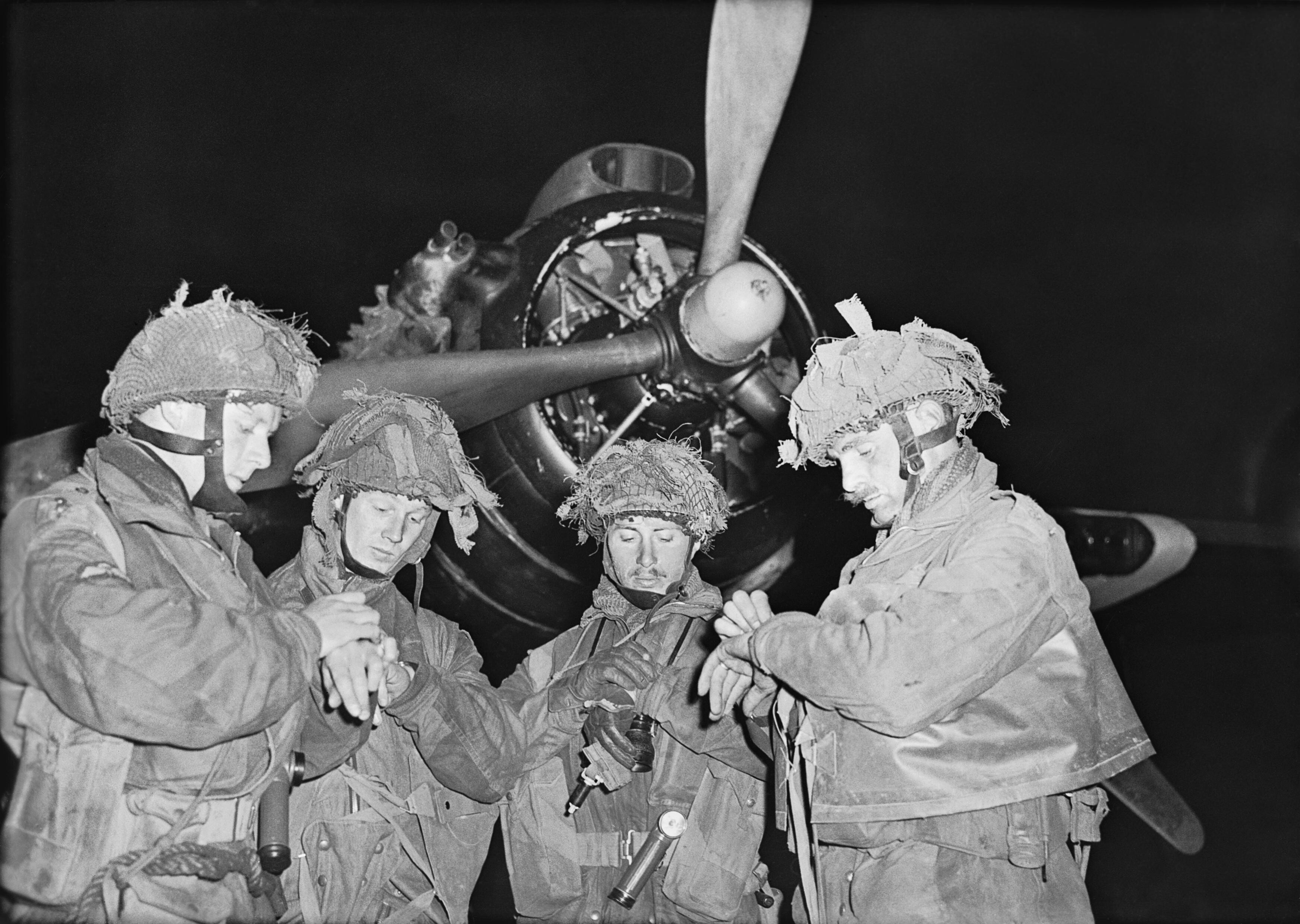
Các sĩ quan Trinh sát dù thuộc Đại đội Nhảy dù Độc lập 22 đang đồng bộ đồng hồ trước một máy bay Armstrong Whitworth Albemarle, trước ngày đổ bộ tại Normandy.

### Lính dù Đồng Minh

#### Trận Normandie
Đêm trước ngày đổ bộ vào Normandie 6 tháng 6 năm 1944, lực lượng đồng minh thả nhiều toán lính dù vào sâu trong lòng đất Pháp lúc bấy giờ đang bị quân Đức chiếm đóng với nhiều mục đích nhưng phần lớn là để phân tán sức quân của đối phương. Những toán lính dù này có nhiệm vụ do thám, yểm trợ cuộc đổ bộ, phá hủy đường rút lui của quân Đức, phá cầu và cắt dây liên lạc, đồng thời liên lạc các lực lượng kháng chiến địa phương, v.v...
- Sư đoàn Không vận số 6 (6th Airborne Division) Anh quốc nhảy vào miền đông sông Orne

Trong cuộc hành quân mang tên Tonga vào những giờ cuối ngày 5 thánh 6 năm 1944, máy bay vận tải và tàu lượn chở các đơn vị của Sư đoàn 6 sang Normandy, bỏ vào phía trong bãi Sword Beach với nhiệm vụ giữ vững mạng phía Đông, chiếm cầu Pegasus và cầu Horsa và phá đồn đóng quân của Đức tại Merville. Đây là những toán lính đầu tiên của trận Normandy. Cuộc thả dù thành công tuy nhiều toán bị gió thổi rớt tứ tung khắp Normandy. Sư đoàn 6 chiếm hai cầu Pegasus và Horsa và cố thủ chống lại nhiều đợt tấn công của quân Đức cho đến khi có quân đến tiếp viện và thay thế.
Từ tháng 6 đến tháng 8 năm 1944, Sư đoàn 6 chiến đấu bảo vệ khu vực phía đông sông Orne. Ngày 2 tháng 8, sư đoàn này được nhập vào Quân đoàn I Đồng Minh. Sau đó sư đoàn này tham gia cuộc tiến chiếm vùng sông Seine cho đến tháng 9 1944 khi trở về Anh. Hơn 4.000 binh sĩ, sĩ quan của Sư đoàn 6 tử trận, bị thương hoặc mất tích.
- Sư đoàn Không vận 101 (101st Airborne Division) Hoa Kỳ thả vào làng Vierville để yểm trợ đổ bộ tại bãi Utah.
- Sư đoàn Không vận 82 (82nd Airborne Division) Hoa Kỳ thả vào Sainte-Mère-Église

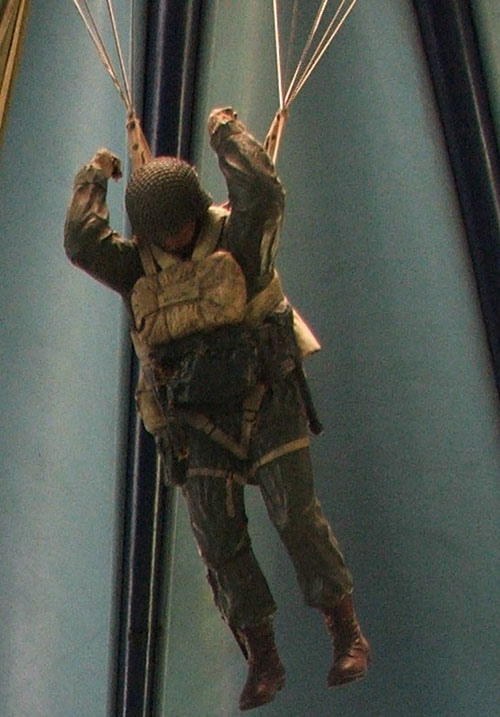
Lính dù hình nộm biệt danh Oscar-1 được thả vào lòng đất địch để gây rối loạn

Cùng lúc với Sư đoàn Không vận số 6 của Anh, Sư đoàn Không vận 82 Hoa Kỳ đã nhảy dù nhảy xuống Normandy vào rạng sáng ngày 6 tháng 6 năm 1944. Đây là cuộc hành quân từ trên không lớn nhất lịch sử quân đội Hoa Kỳ. Sau 33 ngày chiến đấu, sư đoàn 82 tổn thất 5.245 binh sĩ, sĩ quan (chết, bị thương hoặc mất tích). Trong phần báo cáo quân sự có đoạn "... 33 ngày chiến đấu không ngưng nghỉ, không có tiếp trợ. Mọi sứ mệnh hoàn thành. Không để mất một phần đất nào đã chiếm được...".

#### Lính dù nộm
Trong cuộc thả dù sâu vào lòng địch chung quanh trận đổ bộ Normandy, quân Đồng Minh có thả hàng trăm các lính dù hình nộm làm bằng gỗ rơm. Trên những hình nộm có những cơ quan tự động tạo tiếng súng và kêu ầm ĩ khi chạm đất, đồng thời bắn hỏa châu tứ phía. Mục đích là đánh lạc hướng và làm hoảng loạn quân Đức đang bối rối trước cuộc đổ bộ bất ngờ của đồng minh.

## Phương thức tác chiến lính dù hiện đại

### Lính dù Úc
Tiểu đoàn 3, Trung đoàn Hoàng gia Úc (3rd Battalion, The Royal Australian Regiment - 3 RAR) là lực lượng nhảy dù duy nhất của Quân đội Úc thành lập từ năm 1945 tại Sydney và từng tham chiến tại Nhật Bản, Hàn Quốc, Malaysia, Việt Nam, và Đông Timor. Hiện đang sắp sáp nhập vào bộ binh Úc và dời về Townsville năm 2011.

#### Chiến tranh Việt Nam
nhỏ|Lính dù Tiểu đoàn 3 RAR thao diễn năm 2004
Tiểu đoàn 3 nhảy dù Úc tham chiến tại Việt Nam qua hai đợt. Lần đầu vào năm 1967 - 1968, và đánh trận chính tại Phước Tuy. Tiểu đoàn này còn có nhiệm vụ do thám, gỡ mìn và pháo kích bắn trả. Trong hai ngày 25 - 26 tháng 5 năm 1968, tiểu đoàn 3 được cho là đã đánh bật được một lực lượng cấp trung đoàn của Quân đội nhân dân Việt Nam. Trong trận đánh tại xã Long Tân, 18 lính Úc tử trận, 24 bị thương trong khi 80 lính QĐNDVN tử trận . Năm 1971 tiểu đoàn 3 trở lại Phước Tuy nhưng không đụng trận lớn. Sau đó trở về Úc.

#### Iraq
Gần đây báo chí nêu tên Tiểu đoàn 3 vì vụ Binh nhì Jacob Kovco bị chết trong tình huống đáng nghi tại Iraq.

## Chú thích

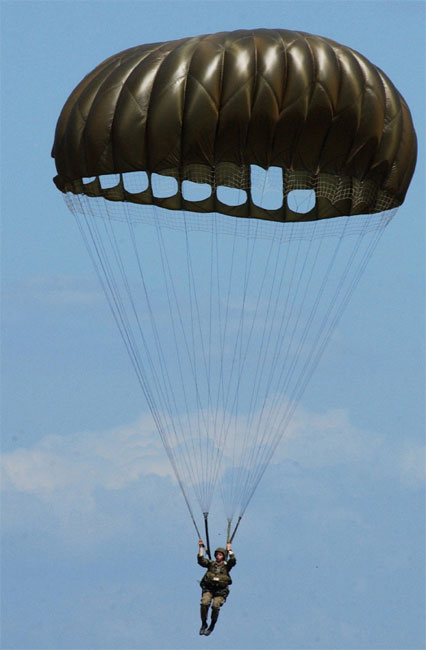
Lính dù Mỹ sử dụng loại dù MC1-B